# Rothenburger Beiträge
Die Rothenburger Beiträge sind die drei Schriftenreihen der Hochschule der Sächsischen Polizei (FH) in Rothenburg/Oberlausitz.

## Eigenverlag und Schriften
Die Hochschule der Sächsischen Polizei (FH) in Rothenburg/Oberlausitz veröffentlicht im Eigenverlag polizeiwissenschaftliche Schriften. Im Auftrag des Rektors arbeitet ein Redaktionsbeirat, dem Laura Linczmajer, Dirk Mathias Dalberg, Eberhard Kühne, Karlhans Liebl, Frank Lohse, Dieter Müller, Marcel Schöne, Henning Schwier, Anton Sterbling, Tom Thieme und Leif Woidtke angehören.
Die wissenschaftliche Öffentlichkeit, die Praktiker in der Polizei und die Studierenden an der Hochschule der Sächsischen Polizei (FH) Rothenburg haben unterschiedlichen Informationsbedarf, dem mit differenzierten Veröffentlichungen entsprochen werden soll. Deshalb wurden schrittweise drei Schriftenreihen geschaffen, die diese unterschiedlichen Zielgruppen direkt ansprechen. Auch der Vertrieb und die Preisgestaltung folgen diesem Prinzip.
Die „Rothenburger Beiträge - polizeiwissenschaftliche Schriftenreihe“ zum Vertrieb über den Buchhandel und zur Darstellung der PolFH SN nach außen, Auflage je 200 Exemplare. Diese Schriftenreihe wird an mehr als 80 Lehr- und Forschungseinrichtungen der Polizeiorganisationen des Bundes und der Länder sowie Bibliotheken versandt.  In dieser Reihe veröffentlichen auch Autoren von Partnerhochschulen. Die Themen befassen sich mit Fragen der Soziologie, der Kriminologie, der Kriminalistik, der Führungs- und Einsatzlehre, den Phänomenen Panik und Amok, der Bekämpfung der Wirtschaftskriminalität und der Computerkriminalität, der Informationsverarbeitung, Drogen, psychologischen Untersuchungen, Fahrtauglichkeit und Unfallgeschehen und vielen anderen. Besonderes Interesse fanden die Sprachführer zu Standardsituationen für Polizisten und Reisende bei Verkehrsunfällen und Straftaten auf Deutsch, Englisch, Polnisch, Tschechisch, Russisch und Französisch. Ebenso stellen Veröffentlichungen zu Fachtagungen der Hochschule Schwerpunkte dieser Reihe dar.
Die „Rothenburger Praxishefte“ als Reihe für den Praktiker in der sächsischen Polizei zur kostenlosen Verteilung in den Dienststellen, Auflage je 200 Exemplare.
Damit können neue Erkenntnisse schnell und unkompliziert von der PolFH SN in die sächsische Polizei transportiert werden.
Die „Rothenburger Studientexte“ stellen aktuelle Lehrinhalte für die Studierenden der PolFH SN bereit. Diese Reihe beinhaltet Lehrmaterialien, die unter Verantwortung von Fachbereichen oder einzelnen Dozenten für ihre Lehrveranstaltungen herausgegeben werden.
Mit dieser Differenzierung der Veröffentlichungen in drei Schriftenreihen soll einerseits eine größere Akzeptanz dieser Schriften bei ihren jeweiligen Zielgruppen erreicht werden und darüber hinaus das Potenzial für Veröffentlichungen besser erschlossen werden. Insbesondere Bachelor-Arbeiten und Ergebnisse studentischer Projektarbeiten sollen auf diesem Wege der jeweiligen Zielgruppe zur Verfügung gestellt werden.